# Доменіко Дольче

Знак Dolce & Gabbana

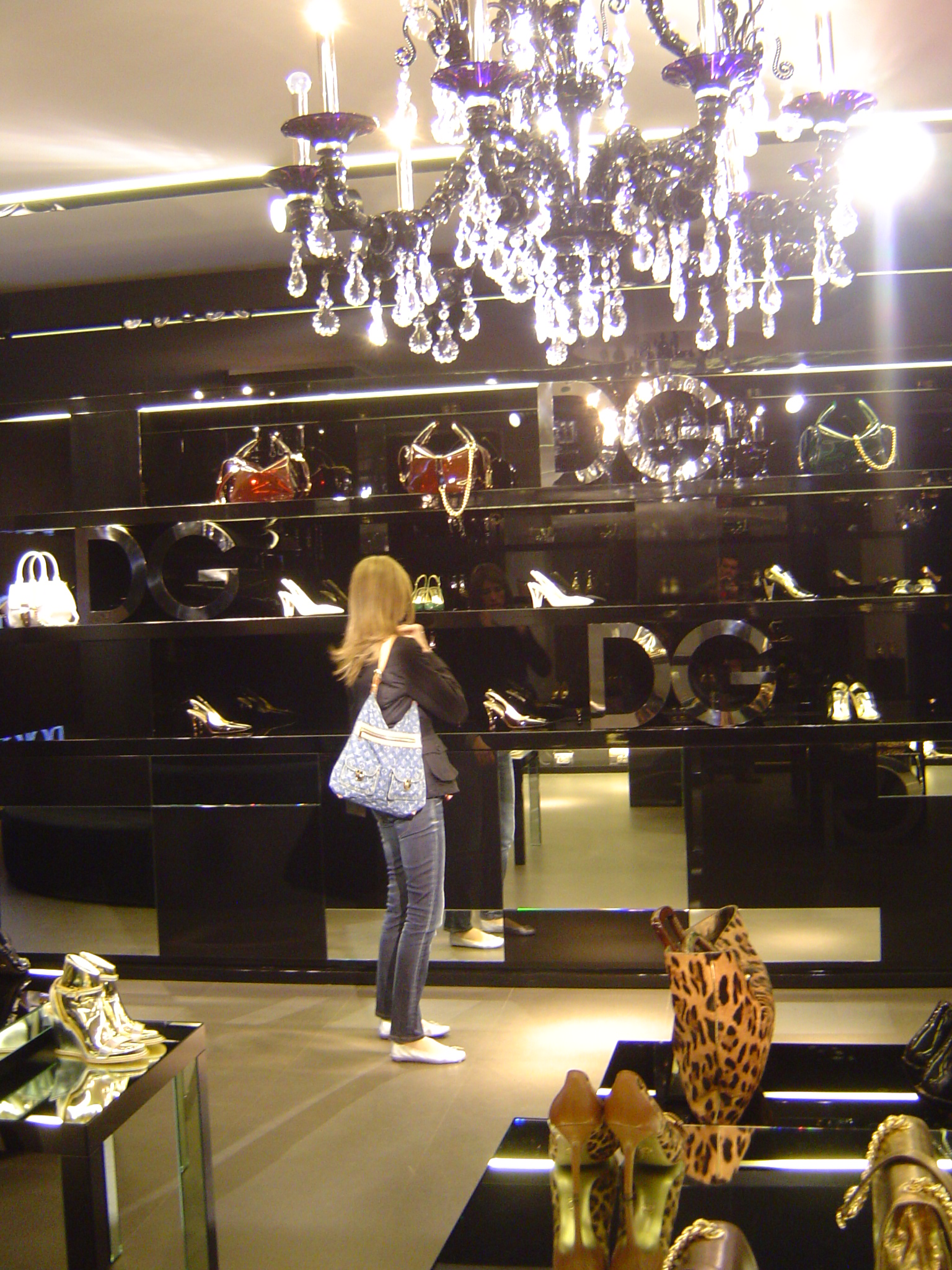
Крамниця Dolce & Gabbana winkel, Віа делла Спіга, Мілан, Італія

Доменіко Дольче (італ. Domenico Dolce, нар. 13 серпня 1958, Поліцці-Дженероза, Сицилія, Італія) — італійський модельєр, один із засновників та співвласників модного будинку Dolce & Gabbana. 

## Життєпис

### Родина
Батько Доменіко — господар ательє, мати — керуюча магазином нижньої білизни. 

### Освіта
Доменіко закінчив коледж в Палермо та інститут Марангони в Мілані. 

### Кар'єра
На початку 1980-х прийнятий на роботу в ательє Стефано Габбана, де осягав основи роботи в модній індустрії. 
У 1982, після повернення Габбани з обов'язкової військової служби, спільно з ним відкрив студію, яка займалася консультаційними послугами в галузі моди, де спочатку кожний з них працював під власним ім'ям. Пізніше модельєри в цілях економії об'єднали свої зусилля під єдиною маркою Dolce & Gabbana. 
У 1985 в рамках Міланського тижня моди представили свою першу колекцію жіночого одягу, яка не принесла очікуваного комерційного успіху. Партнери мали намір закрити бізнес: Габбана відкликав замовлення на тканину для наступної колекції, проте сім'я Дольче змогла виділити їм необхідну для продовження роботи суму. Уже в наступному році, після показу другої колекції, Дольче та Габбана відкрили власний бутик в Мілані. 
У 1987 вони представили свою лінію  трикотажу, у 1989 — пляжного одягу та нижньої білизни. У 1990 створили першу колекцію модного одягу для чоловіків. 
З 2006 дім Dolce & Gabbana одягає італійську збірну з футболу. 

## Особисте життя
У 2000, через 15 років після початку спільного життя та кар'єри, Доменіко Дольче та Стефано Габбана публічно розкрили характер своїх особистих відносин — вони вже довгий час були коханцями. 
У 2004 вони розлучилися і з того часу дотримуються виключно ділових відносин. 

## Форбс
У березні 2013 Доменіко Дольче названий журналом Форбс одним з 1000 найбагатших людей планети (на 736-му місці зі статком у 2 млрд. $) і 11-м за величиною статку в Італії. 

## Ухиляння від сплати податків
У травні 2009 уряд Італії звинуватило власників компанії Dolce & Gabbana, які в 2004-2006 перевели свої активи на суму рівну приблизно 249 млн € в Люксембург, на холдингову компанію «Gado», у приховуванні доходів. 
19 червня 2013 Доменіко Дольче, Стефано Габбана і їх партнери по бізнесу були визнані винними в ухилянні від декларування доходу в 1 млрд. € (1,3 млрд. $). Суд засудив обох модельєрів до 1 року і 8 місяців в'язниці та штрафу в 500 тисяч €. Вирок Альфонсо Дольче, братові Доменіко, склав 1 рік і 4 місяці. Відповідно до італійських законів, дизайнери не будуть сидіти у в'язниці, оскільки вирок на термін менше трьох років замінюється домашнім арештом або громадськими роботами. Дизайнери вирішили оскаржити вирок, однак 30 квітня 2014 апеляційний суд залишив у силі рішення нижчої інстанції. 